# Pierre Rubini
Pour les articles homonymes, voir Rubini.
Pierre Rubini (en italien : Pietro Rubini), né à Parme le 24 août 1760 et décédé dans la même ville le 15 mai 1819, est un médecin italien, médecin en chef de la cour ducale de Parme en 1816.

## Biographie
Diplômé de médecine en 1782 à l'université de Parme, il travaille quelques années à l'hôpital de Parme.
En 1788, il est nommé à Compiano. Il est sur le point de s'y installer avec sa famille, lorsqu'il décide de se perfectionner dans des universités étrangères, facilité en cela par le fait de parler français, anglais et allemand.
Il va d'abord à Pavie (1789), où il suit les cours de Johann Peter Frank, puis à Montpellier en 1790 et Lyon en 1791, où il travaille avec Louis Vitet, puis enfin à Édimbourg. Sur le chemin du retour vers Parme, il s'arrête à Paris en 1792.
De retour à Parme en juin 1792, il obtient en 1794 la chaire de médecine clinique. En 1801, il est admis à l'ordre des médecins de Parme. En 1804, il est l'un des fondateurs de la Société médico-chirurgicale de Parme dont il devient président et l'un des principaux collaborateurs de la Revue médicale et chirurgicale, publié de 1806 à 1813 par cette société. En 1807 il est admis à l'Académie nationale des sciences.
Lorsque Parme cesse d'appartenir à la France par le traité de Fontainebleau, en 1814, il est nommé président de la nouvelle Université de médecine.
En 1816, la duchesse de Parme, Plaisance et Guastalla le nomme médecin en chef de la cour ducale de Parme. Passionné de littérature, il est parmi les fondateurs d'une société littéraire (en italien : Società del Gabinetto Letterario) dont il est le président en 1815.
Dans le hall du siège de l'université de Parme se trouve un buste de Pierre Rubini, œuvre de Thomas Bandini (it).

## Œuvres
- L'azione specifica della china-china sulle vie urinarie (1799)
- Sopra la maniera meglio atta ad impedire la recidiva delle febbri periodiche già troncate col mezzo della china-china[3]
- Riflessioni sulla malattia comunemente denominata crup[4]